# Verrières-du-Grosbois
Verrières-du-Grosbois ist eine Ortschaft und eine ehemalige französische Gemeinde mit zuletzt 38 Einwohnern (Stand 2014) im Département Doubs in der Region Bourgogne-Franche-Comté.
Mit Wirkung vom 1. Januar 2017 wurden die früher selbstständigen Gemeinden Étalans, Charbonnières-les-Sapins und Verrières-du-Grosbois zur namensgleichen Commune nouvelle Étalans zusammengeschlossen, denen in der neuen Gemeinde der Status einer Commune déléguée jedoch nicht zuerkannt wurde. Der Verwaltungssitz befindet sich im Ort Étalans.

## Geographie
Verrières-du-Grosbois liegt auf 585 m über dem Meeresspiegel, acht Kilometer nordwestlich von Valdahon und etwa 19 Kilometer ostsüdöstlich der Stadt Besançon (Luftlinie). Das Dorf erstreckt sich im Jura, am nördlichen Rand des weiten Plateaus von Valdahon, dem sogenannten ersten Plateau des Juras, am Ostfuß der Höhe der Côte d’Anroz.
Die Fläche früheren Gemeindegebiets umfasste einen Abschnitt des französischen Juras. Das gesamte Gebiet wird vom nur schwach reliefierten Hochplateau von Valdahon eingenommen, das hier durchschnittlich auf 580 m liegt. Es zeigt ein lockeres Gefüge von Ackerland, Wiesland und Wald. Das Plateau besitzt keine oberirdischen Fließgewässer, weil das Niederschlagswasser im verkarsteten Untergrund versickert. Im Süden und Südosten reichte der Boden in das ausgedehnte Waldgebiet der Forêt du Grosbois, wobei die östliche Abgrenzung entlang der Mulde der Combe de Jeuve verlief. Mit 635 m wurde auf dem Petit Mont, einer Höhe am Fuß der Côte d’Anroz, die höchste Erhebung von Verrières-du-Grosbois erreicht. Im Osten hatte die Gemeindefläche mit rund 2,5 km² Anteil am Truppenübungsplatz Valdahon, der insgesamt eine Fläche von 35 km² einnimmt.
Nachbarorte von Verrières-du-Grosbois sind Naisey-les-Granges und Gonsans im Norden, Vercel-Villedieu-le-Camp und Valdahon im Osten, Fallerans und Étalans im Süden sowie L’Hôpital-du-Grosbois im Westen.

## Geschichte
Verrières-du-Grosbois entwickelte sich im 16. Jahrhundert bei einer Glashütte. Zusammen mit der Franche-Comté gelangte das Dorf mit dem Frieden von Nimwegen 1678 an Frankreich. Ab 1998 war Verrières-du-Grosbois Mitglied des 44 Ortschaften umfassenden Gemeindeverbandes Communauté de communes du Pays de Pierrefontaine-Vercel.
Mit dem 1. Januar 2009 wurde die Arrondissementszugehörigkeit der Gemeinde geändert. Bislang zum Arrondissement Besançon gehörend, kamen alle Gemeinden des Kantons zum Arrondissement Pontarlier.

## Bevölkerung
| Bevölkerungsentwicklung | Bevölkerungsentwicklung |
| Jahr                    | Einwohner               |
| ----------------------- | ----------------------- |
| 1962                    | 49                      |
| 1968                    | 31                      |
| 1975                    | 23                      |
| 1982                    | 10                      |
| 1990                    | 21                      |
| 1999                    | 19                      |
| 2006                    | 21                      |
| 2014                    | 38                      |

Nachdem die Einwohnerzahl in der ersten Hälfte des 20. Jahrhunderts deutlich abgenommen hatte (1911 wurden noch 70 Personen gezählt), wurden seit Mitte der 1970er Jahre nur noch relativ geringe Schwankungen verzeichnet.

## Wirtschaft und Infrastruktur
Verrières-du-Grosbois war bis weit ins 20. Jahrhundert hinein ein vorwiegend durch die Landwirtschaft (Ackerbau, Obstbau und Viehzucht) und die Forstwirtschaft geprägtes Dorf. Noch heute leben die Bewohner zur Hauptsache von der Tätigkeit im ersten Sektor. Außerhalb des primären Sektors gibt es keine Arbeitsplätze im Dorf. Einige Erwerbstätige sind auch Wegpendler, die in den umliegenden größeren Ortschaften ihrer Arbeit nachgehen.
Die Ortschaft liegt abseits der größeren Durchgangsstraßen an der Départementsstraße D492, die von Baume-les-Dames nach Ornans führt.